# Niklaus Aeschbacher
Niklaus Aeschbacher (* 30. April 1917 in Trogen AR; † 30. November 1995 in Bern) war ein Schweizer Dirigent, Pianist, Musikpädagoge und Komponist.

## Leben und Werk
Niklaus Aeschbacher, Sohn des Chorleiters und Komponisten Carl Aeschbacher, studierte nach dem Erwerb der Matura 1936 am Konservatorium Zürich und an der Musikhochschule Berlin. 1938 und 1939 war er Hospitant bei den Festspielen in Bayreuth. Erste Engagements führten ihn als Solorepetitor ans Theater in Zittau und ans Staatstheater Braunschweig. 1942 ging er als Kapellmeister an das Stadttheater Bern und wurde hier 1949 Chefdirigent.
Als Dirigent wie auch als Pianist machte sich Aeschbacher für die zeitgenössische Musik stark. Von 1954 bis 1956 war er Chefdirigent des NHK Symphony Orchestra in Tokio. Von 1959 bis 1963 war er als Generalmusikdirektor in Kiel für das Theater und die Sinfoniekonzerte verantwortlich. Ab 1964 nahm er die gleiche Stellung am Landestheater Detmold ein. Zwischen 1972 und 1982 lehrte er als Professor an der dortigen Musikakademie.

## Werke (Auswahl)
Die Zentralbibliothek Zürich besitzt mit dem Nachlass Niklaus Aeschbachers viele Musikmanuskripte vor allem eigener Kompositionen und Briefe. Als Komponist schrieb er die Radiooper Die roten Schuhe (1943), das Ballett Chalanda Mars, verschiedene Orchester- und Kammermusikwerke sowie Sonatinen für Orgel, Klavier und Klarinette und Lieder.

### Werke mit Opuszahl
- Auf dem Lande, Suite op. 5, I Waldvögelein, II Am Abend, III Ochsengepann, IV Alphorn, V Weidende Vieherde, VI Kirchengeläute, VII Sternennacht
- Ghandi-Marsch für Klavier op. 6

### Werke ohne Opuszahl
- Im Zoo für Klavier
- Dreizehn Lieder, 24. Dezember 1931
- Der Ring des Tufuma für Klavier, Uraufführung 1. April 1932
- Wanderung im Gebirge für Sopran und Klavier I. Erinnerung, Text: Nikolaus Lenau, 8. April 1932
- Fünf kleine Variationen über ein Thema von C[ar]l Biedermann für Violine und Klavier, 15. April 1932
- Menuett im klassischen Stil über den Namen Beck für Violine und Klavier, 8. September 1932
- Die Geburt Christi, kleine Weihnachtsmusik für Kammerorchester, 29. Dezember 1934, I Vorspiel, II Die heiligen drei Könige, III Die Hirten erhalten die fröhliche Botschaft, IV An der Krippe, V Freude in Bethlehem
- Plagiat-Walzer für Klavier, 8. Januar 1935
- König Rother, Oper, Erster Akt, für Tenor, Bariton, Bass, Chor und Orchester, 1935
- Drei Stücklein für B-Klarinette und Klavier, 18. Oktober 1935, I Mit Humor, II Sehr langsam, III Allegro
- Gärtnerlied für hohe Singstimme und Klavier, 2. Januar 1936
- Ein Märchen, impressionistisches Tongemälde für Orchester, 17. Februar 1936, I Maestoso, II Andante, III Allegro, IV Andante, V Noch ruhiger, VI Lebhafter, VII Allegro, VIII Langsam
- Valse triste für Klavier, 15. März 1936
- The happy Prince of Wales für Klavier, 10. April 1936
- Schilflieder für Tenor und Kammerorchester, Text: Nikolas Lenau, 17. April 1936, I Unruhig, II Bewegt, III Gemächlich, IV Mit Begeisterung, V Sehr langsam
- Sonatine für Klavier, 18. April 1936, I Nicht zu schnell, II Sehr langsam, III Mit Schwung
- Concertino für Violine und Streichorchester, 31. Mai 1936, I Allegro, II Largo, III Mit Witz
- Festouvertüre für Orchester, zur Feier der Maturität, 18. Juli 1936
- Fantasie für Klavier, 25. Juli 1936
- Ein Sommertag, Suite für Klavier, 15. August 1936, I Vorspiel, II Morgenstimmung, III Zwischenspiel, IV Hirt mit Herde, V Zwischenspiel, VI An der Quelle, VII Zwischenspiel, VIII Alte Ruine, IX Zwischenspiel, X Heimfahrt auf dem See, XI Rückkehr um Mitternacht
- Drei Gesänge für Sopran, Violine und Klavier, 15. Oktober 1936, I Chinesisches Soldatenlied, II Improvisation III, Der Silberreiher
- Du bist wie eine Blume für Sopran und Klavier, Text: Heinrich Heine, 14. November 1936
- Klaviertrio, 26. Dezember 1936, I Mit Schwung, II Langsam, III Allegro, IV Thema mit Variationen
- Orchesteretüden, 14. April 1937, I Andante, II Sehr langsam, III Sehr rasch, IV Sehr langsam, aber bestimmt, V Sehr getragen, VI Sehr bestimmt, VII Sehr breit
- Ein in fünf Minuten entstandener Witz! für Klavier, 20. April 1937
- Solosuite für Violine, 26. April, 1937, I Präludium, II Allemande, III Courante, IV Sarabande, V Gavotte, VI Gigue
- Holländerlieder, Suite über holländische Volkslieder für kleines Orchester, 16. Mai 1937, I Allegro, II Andante, III Rüstig, IV Sehr langsam, V Allegro
- Chalanda Mars, Ballett für Orchester, 7. Juli 1937
- Blick in den Strom für Sopran und Klavier, Text: Nikolaus Lenau, 26. Dezember 1937
- Tante Friedli geht in die Stadt, leichte Klavierstücke für Dorli Berger, 3. Januar 1938
- Bühnenmusik zu Francesca da Rimini für zwei Klaviere, Zürich, 10. Januar 1938
- Paraphrase über «es ist ein Schnitter, der heisst Tod» für gemischten Chor, 7. März 1938
- Acht japanische Lieder für Sopran, Bratsche und Klavier, Text: Hans Bethge, 21. Juli 1938, I Die Wartende, II Einsam, III Und mit Dir zu leben, IV Frühlingsregen, V Heimweh, VI Trennung, VII Liebe, VIII Bangnis
- Prinzessin Allerliebst, Weihnachtsmärchen für Orchester, Zittau, 15. November 1938
- Was wird das neue Jahr für hohe Singstimme und Klavier, 22. November 1938
- Rhapsodie über russische Themen für Klavier, 1938
- Vier Stücke für Orgel, 1938, I Präludium, II Passacaglia, III Choralvorspiel, IV Fughetta
- Auf meinem Bette Mondenschein für hohe Singstimme und Oboe, 30. Mai 1939
- Zwinglibund-Lied, 31. Mai 1939
- Suite für Klavier, 12. Dezember 1940, 0 [Nicht bezeichneter Satz], I Präludium, II Sarabande, III Rondo, IV Bourrée, (V) Postludium
- Weihnachtsmusik für Klavier, 1940, I Präludium, II Siciliano, III Rondo und Musette, IV Bourrée, Double, V Postludium
- Divertimento für Flöte, Oboe, zwei Klarinetten und zwei Fagotte, 13. Juli 1941, I Introduction, II À la gavotte, III Dialogue, IV Barcarolle, V Petit swing
- Der Ritter vom Mirakel Bühnenmusik für mittlere Singstimme, zwei Oboen, Gitarre und Klavier, Bern, September 1942
- Kleine Suite für Violine solo, 1942, I Agitato, II Moderato, III Lento, IV Presto
- Die roten Schuhe, Radiooper für Mezzosopran, Tenor, Bassbariton und Orchester, gesendet von Radio Zürich am 29. Oktober 1943
- Lied vom Brunnenhof  für Kinderchor, Oboe, zwei Fagotte und Horn, 19. August 1944
- Gebirgsartillerie-Beobachtung zum Schweizerischen Armeefilm für Orchester, 4. Juni 1945
- Militärmarsch für Blasorchester, 1945
- Bühnenmusik zu Jenna für Alt, Tenor, Frauenchor, Flöte, Oboe, Schlagzeug und Gitarre, März 1946
- Von tröstlicher Einkehr, Liederzyklus für Sopran, Alt, Tenor und Klavier, Text: Friedrich Witz, 1. September 1947, I Das Lied vom Zwiespalt, II Das Lied von den Tieren, III Das Lied von der Schuld, IV Das Lied vom Gras, V Das Lied ersten Zuspruchs, VI Das Lied bösen Haders, VII Das Lied zweiten Zuspruchs, VIII Das Lied der Wandlung, IX Das Waldlied, X Lied aus den Wipfeln, XI Das Lied von den Bergen, XII Das Lied vom Wasser, XIII Das Lied vom abendlichen See, XIV Das Lied von der Liebe, XV Das Lied von der anderen Seite, XVI Das Lied von der Einsicht
- Szene für Marionetten-Bühne Zürich für Sopran und Klavier, 8. Dezember 1947
- Post-Suite für Oboe, Klarinette und Fagott, 15. Mai 1949
- Jägerlied, August 1954
- Jubiläums-Marsch, Blasorchester, 1. November 1969